# 百立海洋帝寶
百立海洋帝寶（英語：Harborview Palace），是位於臺灣高雄市前鎮區亞洲新灣區的一棟高層住宅大樓，由百立建設股份有限公司投資興建。建築樓高地上26層、地下3層，屬於純住宅用途，為區域內指標性的高端住宅建案之一。

## 建築與設計
百立海洋帝寶之結構設計採用高標準耐震工法，興建期間引進臺北101大樓的原永峻工程特別監理團隊，強化工程品質與結構安全。該建案通過內政部建築研究所（現為內政部財團法人建築研究中心）之審查，取得「耐震標章（設計及施工階段）」認證，為高雄市首件同時獲得此兩項標章的住宅大樓。

## 地理位置與交通
建築基地位於前鎮區新光路、林森四路交叉口，屬於亞洲新灣區的核心地段，鄰近高雄展覽館、高雄流行音樂中心及高雄輕軌（C9旅運中心站）。交通便利，兼具港灣景觀與都市機能。

## 相關資訊
建設公司：百立建設股份有限公司
樓層規模：地上26層／地下3層
建築用途：住宅
特色認證：獲得內政部財團法人建築研究中心「設計及施工耐震標章」